# Кулачковце (ґміна)
Ґміна Кулачковце — адміністративна субодиниця Коломийського повіту Станіславського воєводства та у Крайсгауптманшафті Коломия Дистрикту Галичина Третього Райху. Село Кулачківці було центром сільської ґміни Кулачковце.
Утворена 1 серпня 1934 року згідно з розпорядженням Міністерства внутрішніх справ РП від 26 липня 1934 за підписом міністра Мар'яна Зиндрама-Косьцялковського під час адміністративної реформи з попередніх самоврядних сільських гмін Балінце, Бучачкі, Хомякувка, Кулачковце, Слобудка Польна, Трофанувка
У 1934 р. територія ґміни становила 65,35 км². Населення ґміни станом на 1931 рік становило 8 693 особи. Налічувалось 1 772 житлові будинки.
Ґміна ліквідована в 1940 р. у зв’язку з утворенням Гвіздецького району.
Гміна (волость) була відновлена на час німецької окупації з липня 1941 р. до березня 1944 р. 
На 1.03.1943 населення ґміни становило 7 816 осіб..
Після зайняття території ґміни Червоною армією в 1944 р. ґміну ліквідовано і відновлений Гвіздецький район.